# Louis Léveillé
Louis Léveillé foi um anarquista nascido na França que ganhou notoriedade junto com
Charles Dardare e Henri Decamps ao irem à julgamento acusados de revidarem a tiros um ataque policial a uma manifestação de trabalhadores e anarquistas em 1 de Maio de 1891 em Clichy.
No primeiro julgamento em 3 de Agosto de 1891, Decamps e Dardare seriam condenados respectivamente a cinco e três anos de prisão para logo depois em 28 de Agosto de 1891 serem sentenciados à guilhotina. Léveillé seria absolvido. 
Com as condenações à execução sumária seus dois companheiros entrariam para a história como mártires do anarquismo. O episódio conhecido como o Incidente de Clichy despertaria a ira de diversos anarquistas, entre estes Ravachol que colocaria bombas nas casas do juiz (11 de Março de 1892) e do promotor (27 de Março de 1892) responsáveis pelas sentenças.